# Brayan Ceballos
Brayan Andrés Ceballos Jiménez (ur. 24 maja 2001 w Cali) – kolumbijski piłkarz występujący na pozycji obrońcy w Dynamo Kijów.

## Kariera klubowa
Wychowanek klubu Universitario Popayán, w barwach którego w 2018 rozpoczął karierę piłkarską. W 2019 roku przeszedł do Deportes Quindío. 16 grudnia 2021 przeniósł się do Fortalezy, skąd 11 lipca 2023 został wypożyczony do klubu Junior. W końcu czerwca 2024 roku ogłoszono o kolejnym wypożyczeniu, tym razem do Dynama Kijów.

## Kariera reprezentacyjna
Na początku 2024 bronił barw olimpijskiej reprezentacji Kolumbii w eliminacjach CONMEBOL na Igrzyska Olimpijskie.

## Sukcesy

### Sukcesy klubowe
Fortaleza
- zdobywca Copa do Nordeste: 2022
- mistrz Campeonato Cearense: 2022, 2023

Junior FC
- mistrz Kolumbii: 2023–II